# بندرگاه سیپلین
بندرگاه سیپلین (انگلیسی: Seaplane Harbour) یک موزه دریانوردی در شهر تالین، استونی است.
این موزه که در سال ۲۰۱۲ تأسیس شده خود بخشی از موزه دریانوردی استونی محسوب می‌شود. ساختمان موزه با متراژ ۸۰۰۰ مترمربع ساخته شده در دوران شوروی بوده که در سال ۲۰۱۰ بازسازی شده‌است، ۷۰٪ هزینه بازسازی توسط صندوق توسعه منطقه‌ای اروپا و ۳۰٪ توسط دولت استونی تأمین شده‌است.
جاذبه اصلی این موزه زیردریایی ئی‌ام‌ال لیمبیت است که به سفارش استونی توسط کشور بریتانیا در سال ۱۹۳۶ میلادی ساخته شده‌است.

## نگارخانه

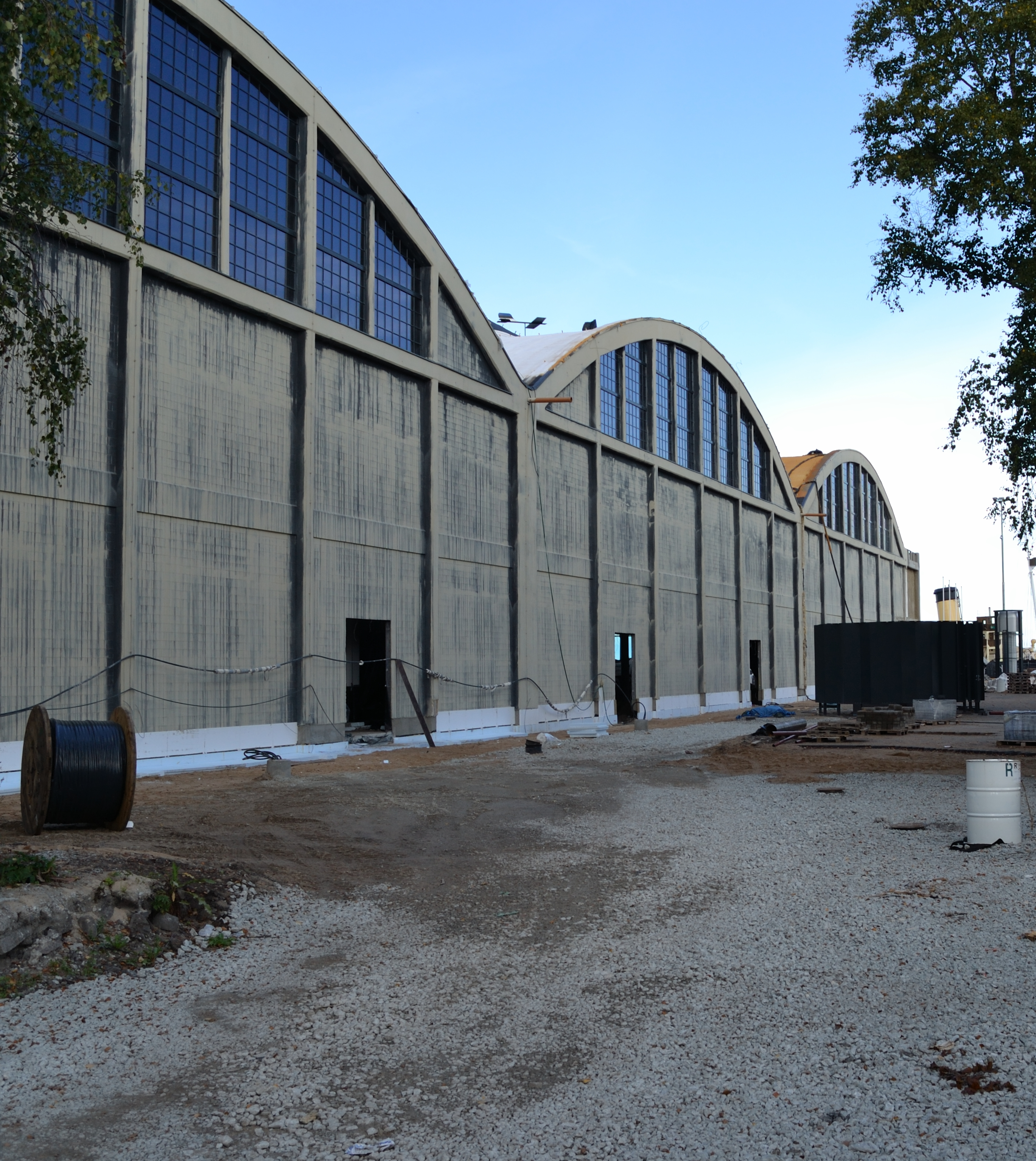
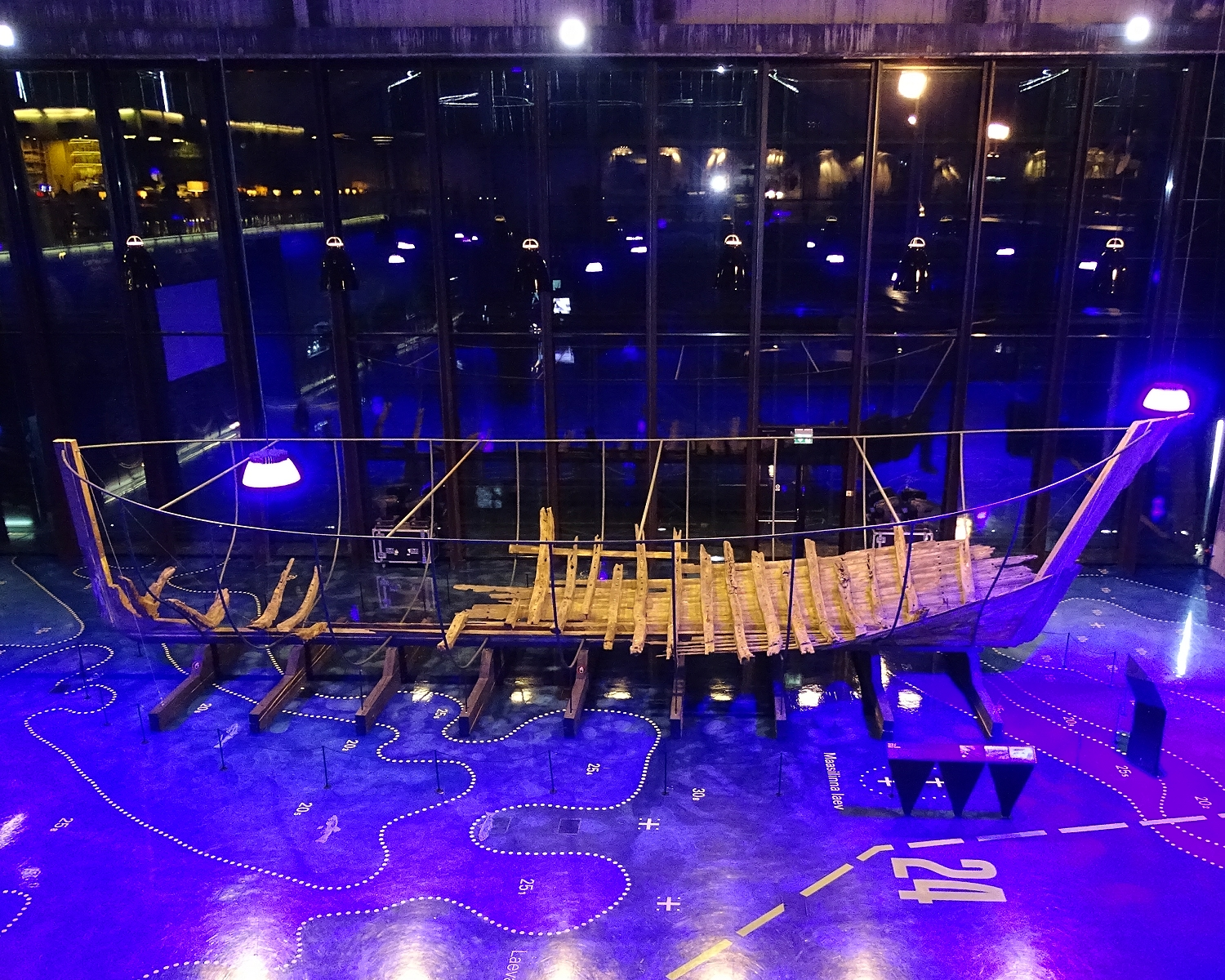
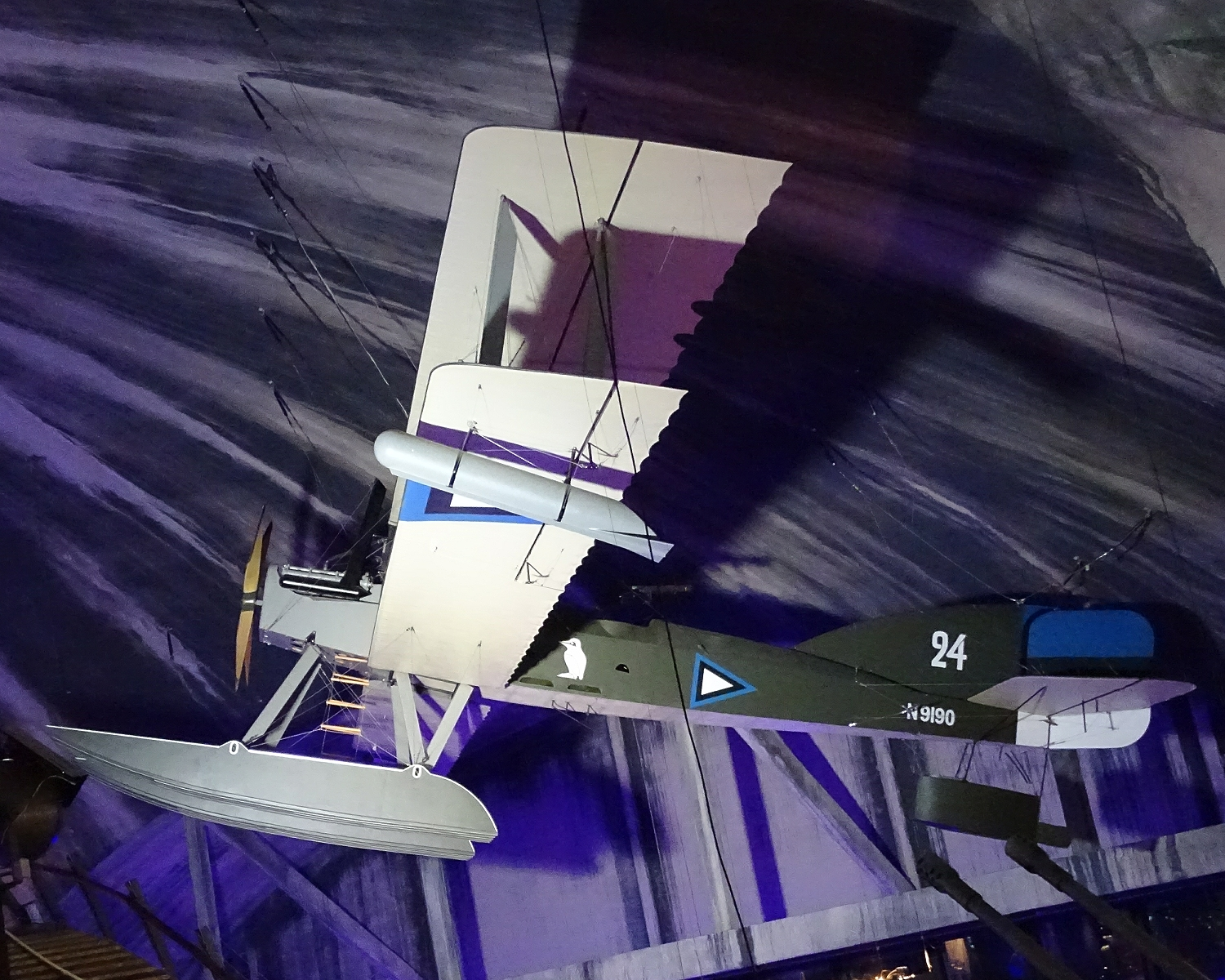
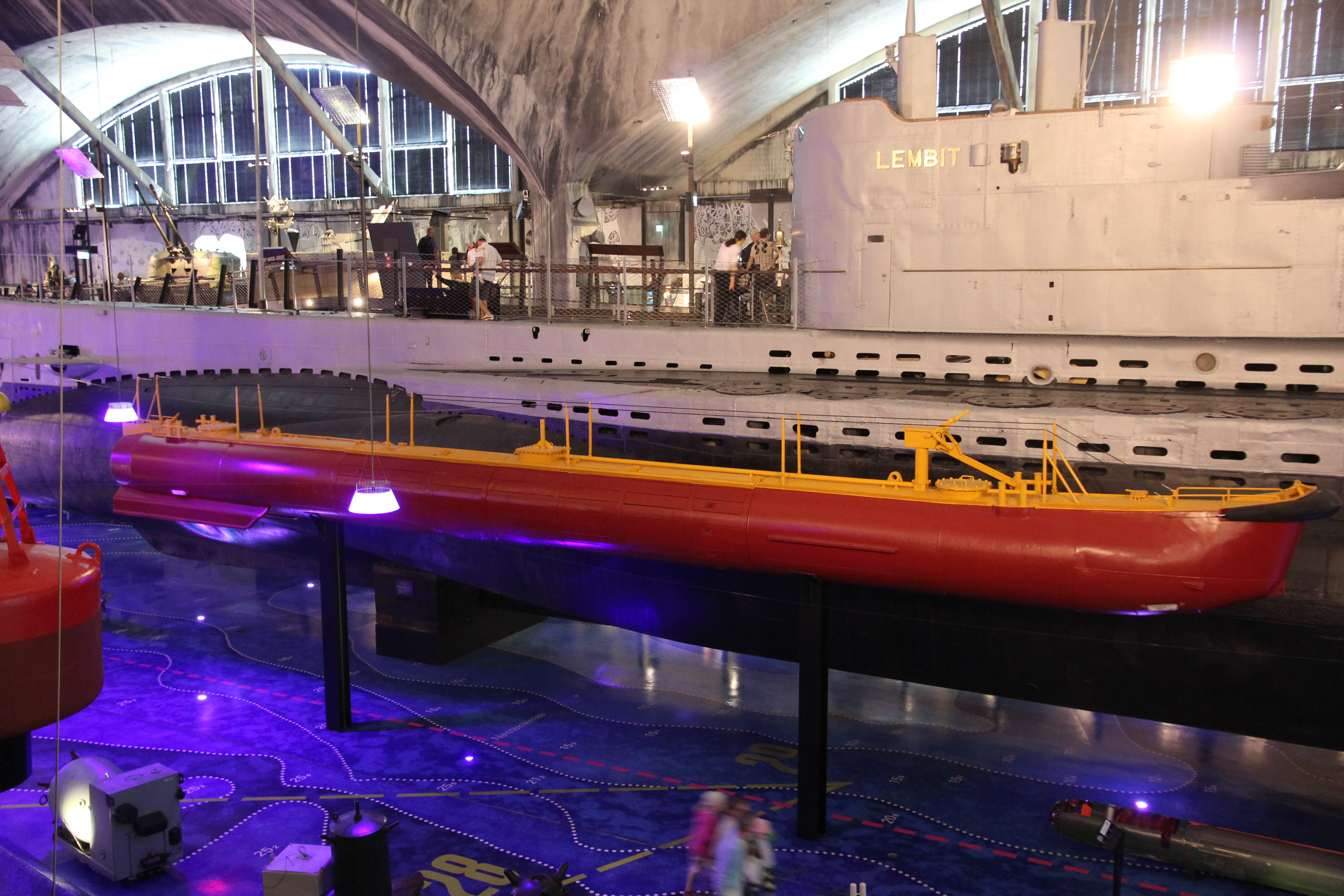